# Coelogyne tiomanensis
Coelogyne tiomanensis é uma espécie de orquídea epífita, família Orchidaceae, originária de Pulau Tioman, sudeste da Península da Malásia.